# Далёкая синяя высь
«Далёкая синяя высь» (англ. The Wild Blue Yonder) — научно-фантастический псевдодокументальный фильм режиссёра Вернера Херцога, вышедший на экраны в 2005 году.

## Сюжет
Фильм разделён автором на десять частей-глав.

Инопланетянин, неотличимый от человека, рассказывает свою историю. Несколько сотен лет назад он с сородичами из Туманности Андромеды прилетел на Землю…
I. Реквием по умирающей планете
Звезда по имени Далёкая синяя высь умирала: наступал ледниковый период. Её разумные обитатели отправились на космических кораблях на поиски лучшей доли. Многие потерялись в космосе, но некоторые добрались до Земли.
II. Инопланетные основатели
Инопланетяне, добравшиеся до Земли, имели грандиозные планы по обустройству жизни на ней, но у них ничего не вышло. Единственный заметный успех — один из них стал председателем комитета по стратегическому планированию в Пентагоне.
III. Возвращение к тайне Розуэлла
Рассказчик истории работал в ЦРУ и прекрасно знал истину этой тайны: один из его сородичей неудачно приземлился. С собой у него была «жизненная микроформа». Несмотря на протесты рассказчика, правительство решило вскрыть запечатанные материалы дела 50-летней давности, и микроформа вырвалась на свободу. Пришлось посылать астронавтов на поиски альтернативы Земле.
IV. Миссия к краю Вселенной
Астронавты с помощью аппарата «Галилео» обследовали всю Солнечную систему, но не нашли в ней мест, пригодных для жизни человечества. Ясно, что надо лететь в глубокий космос.
V. Гибель мечты
Инопланетянин рассказывает, как бесконечно огромны расстояния в космосе, приводя в пример звезду Альфа Центавра.
VI. Математическая теория хаотического движения
Математики Земли нашли способ пронзать пространство, открыв «гравитационные тоннели». В этом им помогли напольные рисунки Шартрского собора. С помощью этого открытия астронавты вскоре прибывают на родную планету рассказчика, которая наполнена жидким гелием, скрытым под толщей льда. Исследователи начинают изучать подлёдный мир новой земли.
VII. Тайны Синей выси
Существа, обитающие подо льдом, разумны, но земляне этого не чувствуют и не идут на контакт. Они целиком заняты будущей колонизацией планеты.
VIII. Утопический идеал колонии
Наметив несколько мест для будущих колоний, земляне собираются в обратный путь.
IX. Временно́й тоннель
Для возвращения на Землю астронавтам необходимо пройти через временно́й тоннель, распадаясь на атомы, а потом собираясь вновь. По прибытии домой они обнаружили, что прошло не 15 лет, как они рассчитывали, а 820.
X. Подлинная история их возвращения
На Земле не осталось ни одного человека, люди давно покинули родную планету, сделав её национальным парком.
Благодарности
- Экипажу — «За мужество в сопровождении этой миссии»
- NASA — «За чувство поэзии»
- Генри Кайзеру — «За взлёт в замёрзшее небо»

## В ролях
- Брэд Дуриф — инопланетянин, рассказчик

Математики, камео
- Мартин Ло (англ. Martin Lo)
- Роджер Дейл
- Тед Свитсер

Члены экипажа Атлантис STS-34, камео
- Дональд Уильямс — астронавт-командир экипажа
- Эллен Бейкер — астронавт-врач
- Франклин Чанг-Диас — астронавт-физик
- Шеннон Лусид — астронавт-биохимик
- Майкл Маккалли — астронавт-пилот

## Награды и номинации
- 2005 — приз ФИПРЕССИ (параллельные секции) на Венецианском кинофестивале.
- 2005 — специальное упоминание на Каталонском кинофестивале в Сиджесе.
- 2006 — участие в конкурсной программе кинофестиваля в Мар-дель-Плата.

## Факты
- Стиль фильма — документальные события, описываемые фантастическим персонажем в совершенно неожиданном ракурсе — уже был использован Херцогом в его ленте «Уроки темноты» (1992).
- В 2009 году в США вышел полнометражный мультфильм «Футурама: В дикие зелёные дали», название которого пародирует название фильма.
- Видеоматериалы для сцен в космосе (первая часть фильма) были предоставлены НАСА, в них участвуют настоящие астронавты: съёмки полёта Атлантис STS-34 и его пяти членов экипажа.
- Видеоматериалы для сцен на планете-океан (вторая часть фильма; подлёдные съёмки побережья Антарктиды) были предоставлены музыкантом Генри Кайзером (Henry Kaiser, в титрах — оператор).
- Съёмки «на Земле» проводились в Калифорнии, в городе Ниланд (Niland) и лагере Слэб-Сити (англ. Slab City).
- Существует одноимённый американский военный фильм 1951 года[2] (его название — слова из официальной песни американских ВВС).